# Эбюри
Эбюри́ (фр. Eyburie, окс. Esburia) — коммуна во Франции, находится в регионе Лимузен. Департамент — Коррез. Входит в состав кантона Юзерш. Округ коммуны — Тюль.
Код INSEE коммуны — 19079.
Коммуна расположена приблизительно в 390 км к югу от Парижа, в 55 км юго-восточнее Лиможа, в 24 км к северо-западу от Тюля.

## Население
Население коммуны на 2008 год составляло 481 человек.
| 1962 | 1968 | 1975 | 1982 | 1990 | 1999 | 2008 |
| ---- | ---- | ---- | ---- | ---- | ---- | ---- |
| 585  | 629  | 570  | 539  | 528  | 499  | 481  |

## Климат
| Показатель                                              | Янв. | Фев. | Март | Апр. | Май  | Июнь | Июль | Авг. | Сен. | Окт. | Нояб. | Дек. | Год   |
| ------------------------------------------------------- | ---- | ---- | ---- | ---- | ---- | ---- | ---- | ---- | ---- | ---- | ----- | ---- | ----- |
| Средний суточный максимум, °C                           | 7,0  | 8,3  | 11,1 | 13,7 | 17,7 | 21,2 | 23,7 | 23,5 | 20,3 | 16,2 | 10,4  | 7,5  | 15,1  |
| Средняя температура, °C                                 | 4,2  | 5    | 7,2  | 9,5  | 13,3 | 16,5 | 18,7 | 18,6 | 15,7 | 12,3 | 7,2   | 4,7  | 11,1  |
| Средний суточный минимум, °C                            | 1,4  | 1,8  | 3,4  | 5,3  | 8,9  | 11,9 | 13,8 | 13,8 | 11,2 | 8,4  | 4,0   | 1,9  | 7,2   |
| Норма осадков, мм                                       | 89,9 | 77,3 | 80,8 | 84   | 89,2 | 70,1 | 62,8 | 78,1 | 80   | 89,3 | 93,9  | 97,1 | 992,5 |
| Источник: Climatologie de 1959 à 2008 - Eyburie, France |      |      |      |      |      |      |      |      |      |      |       |      |       |

## Администрация
| Период | Период | Фамилия      | Партия        | Примечания |
| ------ | ------ | ------------ | ------------- | ---------- |
| 1945   | 1977   | Морис Лашно  |               | Фермер     |
| 1977   | 2001   | Пьер Куний   | Сторонник ФКП | Фермер     |
| 2001   |        | Жерар Лаваль | Сторонник ФКП | Каменщик   |

## Экономика

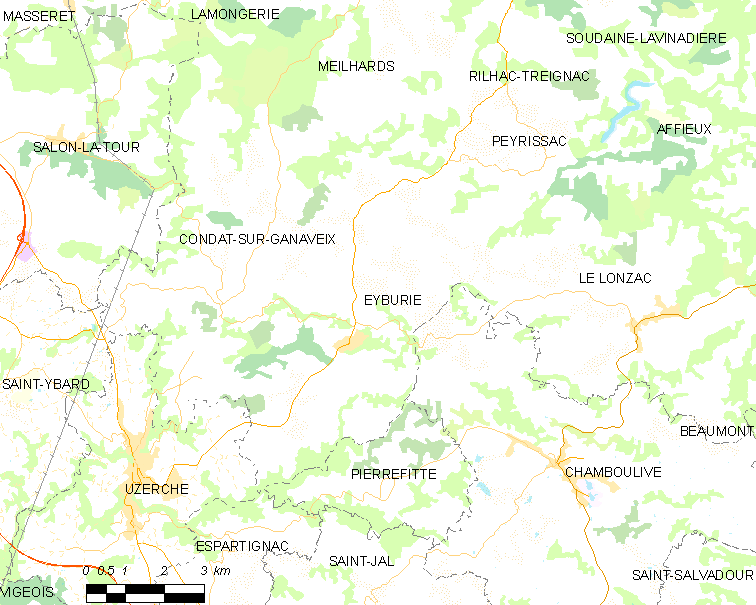
Карта коммуны

В 2007 году среди 260 человек в трудоспособном возрасте (15-64 лет) 186 были экономически активными, 74 — неактивными (показатель активности — 71,5 %, в 1999 году было 71,0 %). Из 186 активных работали 172 человека (97 мужчин и 75 женщин), безработных было 14 (6 мужчин и 8 женщин). Среди 74 неактивных 17 человек были учениками или студентами, 30 — пенсионерами, 27 были неактивными по другим причинам.